# Operazione Verano
L'operazione Verano è il nome dato all'offensiva estiva del 1958 intrapresa dall'esercito cubano, fedele al presidente Batista, nell'ambito della rivoluzione cubana per stanare e disperdere i rivoluzionari di Fidel Castro ed Ernesto Che Guevara.

## Antefatti
Fin dal loro sbarco sull'isola avvenuto nel dicembre 1956, il Che e Castro raccolsero sostegno nella zona della Sierra Maestra, usandolo per organizzare azioni di guerriglia sabotando le forze regolari cubane. Inizialmente il governo cubano guidato dal dittatore Fulgencio Batista non prestò caso a questi episodi, tuttavia col tempo incominciarono ad aumentare di numero e gravità, arrivando anche a far ottenere riconoscimento internazionale ai due leader. Nella primavera del 1958 Batista decise di sopprimere definitivamente la rivolta, e affidò l'incaricò al generale Eulogio Cantillo.
Cantillo cominciò a organizzare un'operazione con 20 000 uomini e ingenti mezzi, pianificando di circondare la Sierra Maestra e isolare Castro e i ribelli, tagliando loro i rifornimenti. Dopo averli ridotti allo stremo avrebbe attaccato da nord avendone facilmente ragione. Batista si disse contrario all'uso di tutte queste risorse, e sottovalutando la portata del problema, affidò a Cantillo solo 12 000 uomini, di cui oltre la metà erano reclute o coscritti con scarso o nullo addestramento. Batista decise inoltre di affiancare all'esperto Cantillo il colonnello Alberto del Río Chaviano, un ufficiale completamente privo di esperienze di comando e che ricopriva quel ruolo solo per nepotismo, per via dei suoi rapporti di amicizia con importanti esponenti del governo.
Al contrario di Batista, che sottovalutò ampiamente l'avversario, Fidel Castro preparò la guerra nel migliore dei modi, conscio della propria pesantissima inferiorità numerica. Egli conosceva alla perfezione l'avversario e il terreno, per questo fece costruire rifugi nei luoghi più facilmente difendibili, fortificandoli in preparazione dell'invasione. Inoltre allestì dei campi minati lungo le strade che immaginava avrebbe preso l'esercito di Batista. Ulteriore elemento a vantaggio dei ribelli fu il supporto popolare, che garantiva a Castro informazioni rapide e affidabili, oltre a rifornimenti provenienti dai contadini e soprattutto sottratti di nascosto dalle vettovaglie dell'esercito.

## Campagna
Il 28 giugno, lungo la Estrada Palma Sugar Mill si ebbe il primo scontro. Come previsto da Castro l'esercito cubano, che si spostava su mezzi motorizzati, finì in un campo minato. Dopo le prime esplosioni i ribelli, guidati da Che Guevara, cominciarono a fare fuoco sulle truppe che furono costrette al ritiro.
L'11 luglio ebbe luogo la battaglia della Plata. In questa occasione Cantillo voleva accerchiare Castro valicando le montagne, tuttavia il capo dei ribelli intuì la manovra e prese le sue contromisure riuscendo a circondare e immobilizzare i nemici. Cantillo provò altri due assalti dalla spiaggia ma i ribelli riuscirono a respingere entrambi i tentativi di incursione.
Il 17 battaglione di Cantillo non attaccò, su ordine del generale, per riuscire a trarre i ribelli in trappola qualora si fossero lanciati all'inseguimento delle truppe governative. Castro cadde nella trappola e inseguì il nemico in ritirata, perdendo molti uomini nella battaglia di Las Mercedes, tuttavia riuscì a portare in salvo il grosso del suo esercito.

## Conseguenze
Dopo aver negoziato una tregua con Castro, Batista si rese conto che tutti gli obiettivi dell'operazione erano miseramente falliti e la sua immagine era stata enormemente indebolita. Per contro Castro aveva guadagnato popolarità essendo riuscito a tenere testa con pochi uomini a un intero esercito. Anche il morale dei ribelli salì alle stelle e quattro mesi dopo la tregua Castro darà inizio all'offensiva che lo porterà ad avere il controllo su Cuba.